# Cine a omorât mașina electrică?

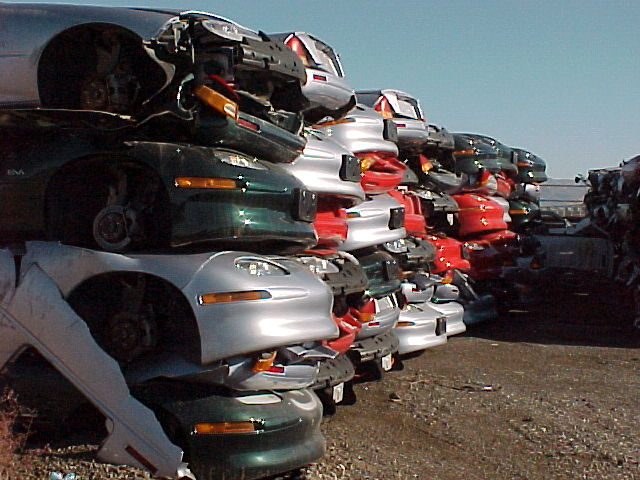
General Motors a produs câteva sute de autoturisme electrice EV 1 cu autonomie de 150 km la o încărcare electrică la priză. Nu le-a vândut, ci le-a închiriat! Apoi, inexplicabil, firma a retras toate mașinile și le-a distrus, deși existau liste cu mii de oameni care voiau să cumpere. Programul a fost închis

Cine a omorât mașina electrică? (2006) (denumire originală Who Killed the Electric Car?) este un film documentar regizat de Chris Paine. Filmul prezintă o teorie conspirativă conform căreia companiile auto, industria petrolieră, guvernul american au un interes în producerea de autoturisme consumatoare de carburanți produși din petrol și limitarea tehnologiei producătoare de automobile electrice. General Motors a produs General Motors EV1 (un autoturism electric) în 1996 care a fost scos de pe piață în 2003. O teorie prezentată în documentar este că programul EV1 a fost eliminat deoarece a amenințat industria petrolieră. 